# Eretmopus discissa
Eretmopus discissa là một loài bướm đêm trong họ Geometridae.